# William Johnstone Ritchie

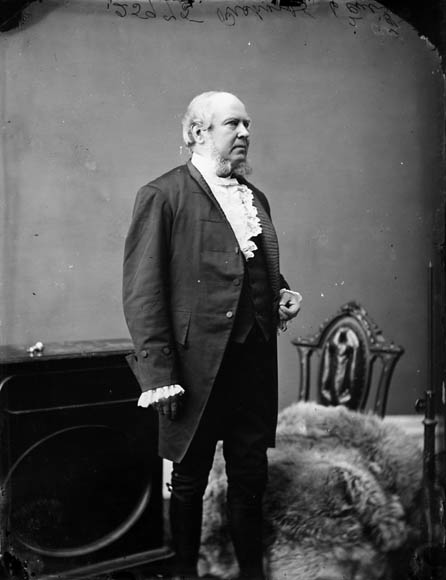
William Johnstone Ritchie

Sir William Johnstone Ritchie QC (* 28. Oktober 1813 in Annapolis, Nova Scotia; † 25. September 1892 in Ottawa) war ein kanadischer Richter und Politiker. Er gehörte von 1875 bis 1892 dem Obersten Gerichtshof von Kanada an und war ab 1879 dessen Vorsitzender (Chief Justice).

## Biografie
Der Sohn von Thomas Ritchie, einem Richter und Mitglied des Abgeordnetenhauses von Nova Scotia, erhielt seine Schulbildung an der renommierten Pictou Academy. Er studierte Recht in der Kanzlei seines Bruders John William Ritchie (damals gab es in Nova Scotia noch keine Rechtsfakultät) und erhielt 1837 die Zulassung als Rechtsanwalt. Im darauf folgenden Jahr ließ er sich in Saint John, der Hauptstadt von New Brunswick, nieder, wo er eine eigene Kanzlei eröffnete.
1846 wurde Ritchie als liberaler Kandidat in die Legislativversammlung von New Brunswick gewählt, wo er sich insbesondere für die verstärkte Abgabe von Landparzellen an britische Einwanderer und den Eisenbahnbau einsetzte. 1851 gab er sein Mandat auf, zog aber 1854 wieder ins Parlament ein. Im Kabinett von Charles Fisher war er Minister ohne Geschäftsbereich. 1855 gab er die Politik endgültig auf, nachdem er zum Mitglied des Obersten Gerichts von New Brunswick ernannt worden war. Zehn Jahre später folgte die Ernennung zum Vorsitzenden dieses Gerichts.
Premierminister Alexander Mackenzie ernannte Ritchie am 30. September 1875 zu einem von sechs Richtern des neu eingeführten Obersten Gerichtshofes von Kanada. Am 11. Januar 1879 übernahm er den Vorsitz als Chief Justice. Dieses Amt übte er bis zu seinem Tod aus. 1881 wurde er als Knight Bachelor („Sir“) geadelt.